# Gian Domenico Bertoli
 (janvier 2025).
Gian Domenico Bertoli, né le 13 mars 1676 à Mereto di Tomba et mort le 21 mars 1763 à Aquilée, est un archéologue italien du 18e siècle.

## Biographie
Gian Domenico Bertoli naît d'une famille noble à Mereto di Tomba, dans le Frioul, le 13 mars 1676. 
Il fait ses études à Venise, dans la congrégation des Clercs réguliers de Somasque. En 1700, il est ordonné prêtre en 1700 par son oncle patriarche d'Aquilée et va dire sa première messe à Lorette en 1702. La même année, il est fait coadjuteur d'un canonicat de l'église patriarcale d'Aquilée, dont il est bientôt après titulaire.
Passionné d'archéologie, Bertoli copie et fait copier, avec une activité infatigable, les anciens monuments d'Aquilée, tant dans la ville que dans toute cette vaste province : il entretient à ce sujet des correspondances avec plusieurs gens de lettres célèbres, surtout avec Giusto Fontanini, à qui il communique libéralement ses découvertes.

## Œuvres
En 1756, Bertoli, encouragé par ses deux amis, Muratori et Apostolo Zeno, commence à publier divers écrits, mémoires et dissertations sur des objets d'antiquité. C'est son unique emploi, dont il fait son loisir dans sa terre natale de Mereto, où il s'est retiré. Il se partage entre cette retraite et le séjour d'Aquilée, tant qu'il a des devoirs à remplir. En ayant été dispensé après quarante ans de service, il se retire entièrement à la campagne. Il est nommé, en 1747, membre de l'Académie toscane des sciences et des lettres La Colombaria de Florence et de l'académie étrusque de Cortone, l'année suivante. Son principal ouvrage est intitulé le Antichità di Aquileja profane e sacre, Venise, 1739, in-fol. L'auteur prépare pour l'impression un 2e et un 3e volume, mais ils n'ont jamais vu le jour. Plusieurs de ses lettres et dissertations sur des questions diverses d'antiquité, relatives soit à cet ouvrage, soit à des objets isolés, sont insérées dans plusieurs volumes de la collection du P. Calogerà, notamment dans les t. 26, 55, 45, 47, 48, etc. ; d'autres le sont dans les mémoires d'érudition de la Académie toscane des sciences et des lettres La Colombaria de Florence, et dans d'autres recueils de cette nature.